# ロブ・ブロートン
ロブ・ブロートン（Rob Broughton、1983年3月3日 - ）は、イギリスの男性総合格闘家。イングランド・セント・ヘレンズ出身。ウルフズレア・アカデミー所属。元Cage Rage英国ヘビー級王者。

## 来歴
2006年7月1日、Cage Rage 17でテンギズ・テドラゼの王座剥奪により空位となっていた英国ヘビー級王座決定戦でジェームス・トンプソンと対戦し、激戦の末3RでTKO勝ちを収め王座獲得に成功した。
2006年12月9日、Cage Rage 19でバタービーンをグラウンドの打撃で破り、TKO勝ち。
2007年2月10日、Cage Rage 20でテンギズ・テドラゼと対戦し、TKO負けを喫し王座陥落した。
2009年8月1日、Affliction: Trilogyでジェシー・ギブスと対戦予定であったが、大会開催がキャンセルとなった。その後、8月28日に開催されたM-1 Globalに試合がスライドされる形でジェシー・ギブスと対戦し、判定負けを喫した。

### UFC
2010年10月16日、UFC初参戦となったUFC 120でヴィニシウス・ケイロスと対戦し、チョークスリーパーで一本勝ちを収めた。
2011年、2連敗でUFCからリリースされた。

## 戦績
| 総合格闘技 戦績 | 総合格闘技 戦績 | 総合格闘技 戦績 | 総合格闘技 戦績 | 総合格闘技 戦績 | 総合格闘技 戦績 | 総合格闘技 戦績 |
| --------------- | --------------- | --------------- | --------------- | --------------- | --------------- | --------------- |
| 23 試合         | (T)KO           | 一本            | 判定            | その他          | 引き分け        | 無効試合        |
| 15 勝           | 7               | 5               | 3               | 0               | 1               | 0               |
| 7 敗            | 1               | 2               | 4               | 0               | 1               | 0               |

| 勝敗 | 対戦相手               | 試合結果                        | 大会名                                                                   | 開催年月日     |
| ×    | フィル・デ・フライズ   | 5分3R終了 判定0-3               | UFC 138: Leben vs. Munoz                                                 | 2011年11月5日  |
| ×    | トラヴィス・ブラウン   | 5分3R終了 判定0-3               | UFC 135: Jones vs. Rampage                                               | 2011年9月24日  |
| ○    | ヴィニシウス・ケイロス | 3R 1:43 チョークスリーパー      | UFC 120: Bisping vs. Akiyama                                             | 2010年10月16日 |
| ○    | オリバー・トンプソン   | 5分3R終了 判定0-3               | ZT Fight Night: Heavyweights Collide 【ヘビー級トーナメント 決勝】       | 2010年1月30日  |
| ○    | ジェームス・トンプソン | 2R 2:28 KO（パンチ）            | ZT Fight Night: Heavyweights Collide 【ヘビー級トーナメント 準決勝】     | 2010年1月30日  |
| ○    | ニール・ウェイン       | 2R 1:16 ギロチンチョーク        | ZT Fight Night: Heavyweights Collide 【ヘビー級トーナメント 1回戦】      | 2010年1月30日  |
| ○    | アフメド・スルタノフ   | 1R 4:31 V1アームロック          | M-1 Challenge 19: 2009 Challenge Semi-Finals                             | 2009年9月26日  |
| ×    | ジェシー・ギブス       | 5分3R終了 判定0-3               | M-1 Global: Breakthrough                                                 | 2009年8月28日  |
| ○    | スフィアン・エルガルン | 1R 2:02 TKO（足首の負傷）       | M-1 Challenge 16: USA                                                    | 2009年6月5日   |
| ○    | 川口雄介               | 5分2R終了 判定3-0               | DEEP M-1 CHALLENGE 3rd EDITION in JAPAN 【日本 vs. イギリス 93kg以上級】 | 2009年4月29日  |
| ×    | リコ・ロドリゲス       | 2R 3:29 膝十字固め              | Cage Gladiators 9: Beatdown                                              | 2008年10月4日  |
| ○    | ニール・グローブ       | 5分3R終了 判定2-0               | Cage Rage 25: Bring it On                                                | 2008年3月8日   |
| ×    | テンギズ・テドラゼ     | 2R 0:58 TKO（ドクターストップ） | Cage Rage 20: Born 2 Fight 【Cage Rage英国ヘビー級タイトルマッチ】       | 2007年2月10日  |
| ○    | バタービーン           | 2R 3:43 TKO（パウンド）         | Cage Rage 19: Fearless                                                   | 2006年12月9日  |
| ○    | ロバート・ベリー       | 1R 3:33 KO（パンチ）            | Cage Rage 18: Battleground 【Cage Rage英国ヘビー級タイトルマッチ】       | 2006年9月30日  |
| ○    | ジェームス・トンプソン | 3R TKO（パウンド）              | Cage Rage 17: Ultimate Challenge 【Cage Rage英国ヘビー級王座決定戦】     | 2006年7月1日   |
| ○    | シジネイ・ダ・シウバ   | 1R 0:44 TKO                     | Cage Gladiators 1                                                        | 2006年5月22日  |
| ×    | ピーター・カズンズ     | 判定                            | Intense Fighting 2                                                       | 2006年1月28日  |
| ○    | アンディ・ライアン     | 1R TKO（パンチ連打）            | Rings: Bushido Ireland                                                   | 2005年3月12日  |
| ○    | ライアン・ロビンソン   | 1R KO                           | Cage Fighting Championships 3: Cage Carnage                              | 2005年3月6日   |
| △    | アッシム・アッシーネ   | 2R終了 引き分け                 | Cage Fighting Championships 2: Cage Carnage                              | 2004年11月14日 |
| ×    | ミルコ・ヴーン         | チョーク                        | Cage Fighting Championships 1: Cage Carnage                              | 2004年7月11日  |

## 獲得タイトル
- 第2代Cage Rage英国ヘビー級王座（2006年）
- ZT Fight Nightヘビー級トーナメント 優勝（2010年）